# 끝없는 이야기
끝없는 이야기(독일어: Die unendliche Geschichte, 영어: The Neverending Story)는 독일의 작가 미하엘 엔데의 아동 판타지 소설이다.

## 서지정보
- (독일어) Michael Ende (1979). 《Die unendliche Geschichte: von Abis Z》. Thienemann Verlag. ISBN 3-522-12800-1.
  - 미하일 엔데; 차경아(옮김) (1996년 2월 1일). 《끝없는 이야기 1》. 문예출판사. ISBN 9788931002874.
  - 미하일 엔데; 차경아(옮김) (1996년 2월 1일). 《끝없는 이야기 2》. 문예출판사. ISBN 9788931002881.